# Ameletus celer
Ameletus celer är en dagsländeart som beskrevs av Mcdunnough 1934. Ameletus celer ingår i släktet Ameletus och familjen Ameletidae. Inga underarter finns listade i Catalogue of Life.